# Luxemburgensia

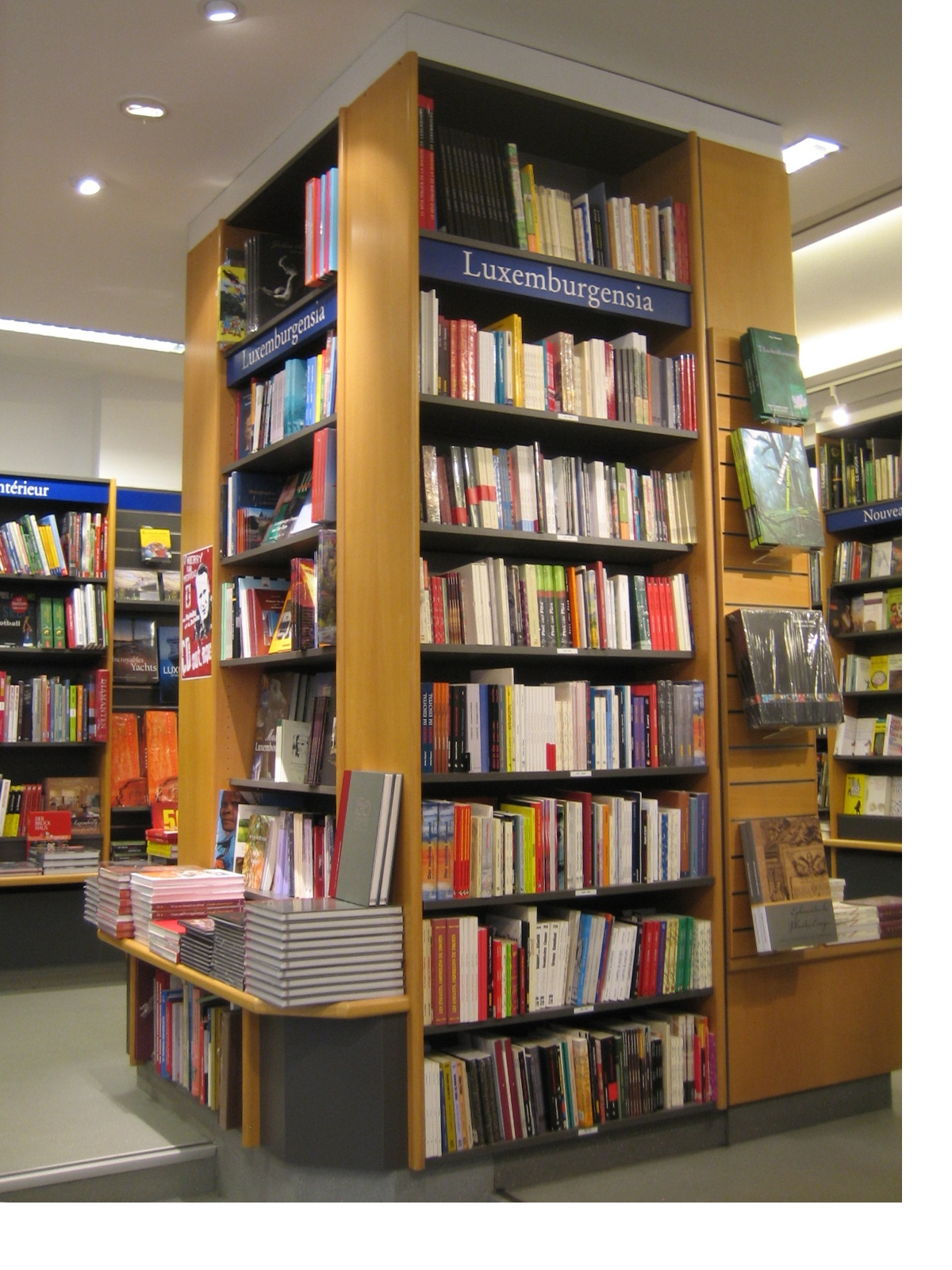
Un rayon Luxemburgensia dans une librairie.

Luxemburgensia désigne le fonds luxembourgeois de la Bibliothèque nationale de Luxembourg (BNL), regroupant toutes les publications éditées et imprimées au Luxembourg ainsi que les publications parues à l’étranger de ressortissants luxembourgeois ou en rapport avec le Luxembourg.